# Emil Heese
Emil Heese (1862-1914) fue un botánico alemán, autoridad en la familia de cactos, recolector de cactus en Antillas y en México.

## Trabajos
A noviembre de 2015, se poseen 50 registros IPNI de sus reconocimientos, identificaciones y nombramientos de nuevas especies de Cactaceae; publicando habitualmente en : Prakt. Ratgeber Obst- Gartenbau, Hesdorf. Monatsheft. Blum.-Gartenfr. i, Kakteen, Monatsschr. Kakteenk, Gartenflora, Gartenwelt, Gesamtbeschr. Kakt.

## Homenaje
- La abreviatura «Heese» se emplea para indicar a Emil Heese como autoridad en la descripción y clasificación científica de los vegetales.[2]